# Топчак
Топча́к (укр. Топчак, крымскотат. Topçaq, Топчакъ) — исчезнувший населённый пункт в Красногвардейском районе Республики Крым, располагавшееся на юге района, в степной части Крыма, примерно в полукилометре южнее современного села Амурское.

## История
Первое документальное упоминание села встречается в Камеральном Описании Крыма… 1784 года, судя по которому, в последний период Крымского ханства Тобчак входил в Ташлынский кадылык Акмечетского каймаканства. После присоединения Крыма к России (8) 19 апреля 1783 года, (8) 19 февраля 1784 года, именным указом Екатерины II сенату, на территории бывшего Крымского Ханства была образована Таврическая область и деревня была приписана к Перекопскому уезду. Ордером князя Потёмкина от 21 ноября 1787 года действительному тайному советнику Василию Степановичу Попову пожаловали дачу на речке Салгир в округе деревень… Топчак. После Павловских реформ, с 1796 по 1802 год, входила в Акмечетский уезд Новороссийской губернии. По новому административному делению, после создания 8 (20) октября 1802 года Таврической губернии, Топчак был включён в состав Кучук-Кабачской волости Перекопского уезда.
По Ведомости о всех селениях в Перекопском уезде состоящих с показанием в которой волости сколько числом дворов и душ… от 21 октября 1805 года, в деревне Топчак числилось 3 двора и 39 жителей, исключительно крымских татар, а земля принадлежала тайному советнику Попову. На военно-топографической карте 1817 года деревня обозначена с 5 дворами. После реформы волостного деления 1829 года Топчик, согласно «Ведомости о казённых волостях Таврической губернии 1829 года», отнесли к Агъярской волости (пепеименованной из Кучук-Кабачской).
На карте 1836 года в деревне 3 дворов, а на карте 1842 года Топчак обозначена условным знаком «малая деревня», то есть, менее 5 дворов.
Согласно «Памятной книжке Таврической губернии за 1867 год», деревня была покинута жителями в 1860—1864 годах, в результате эмиграции крымских татар, особенно массовой после Крымской войны 1853—1856 годов, в Турцию и оставалась в развалинах. Если на трёхверстовой карте 1865 года деревня ещё обозначена, то на карте, с корректурой 1876 года на её месте — двор Попова, как не значится в «Списке населённых мест Таврической губернии по сведениям 1864 года». В дальнейшем в доступных источниках не встречается.